# 보돔호 살인사건

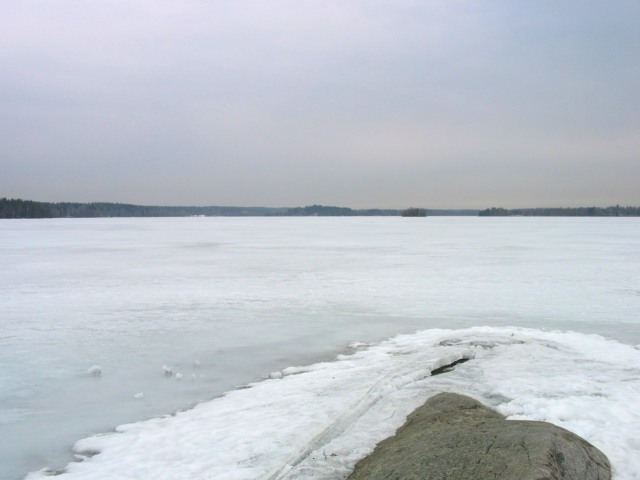
2004년의 보돔 호.

보돔 호 살인사건(핀란드어: Bodominjärven murhat 보도미냬르벤 무르하트[*])은 1960년 핀란드 에스포 근교의 보돔 호 호반에서 일어난 살인사건이다. 15세 여아 2명과 18세 남아 1명이 칼에 질려 죽은 시체로 발견되었다. 피해자들은 사망 전날까지 또다른 18세 남아, 닐스 빌헬름 구스타프손이 소유한 천막을 함께 쓰면서 야영을 하고 있었다. 구스타프손은 의식불명인 채로 천막 안에서 발견되었고, 마찬가지로 부상을 입었지만 유일하게 살아남았다. 하지만 구스타프손은 아무런 기억을 할 수 없다고 진술했다.
구스타프손은 초동수사 때는 유력 용의자로 여겨지지 않았으나, 사건 발생 44년 뒤 혈액 검사 결과에 따라 살인 용의자로 기소되었다. 하지만 구스타프손은 2005년 무혐의 석방되었고 사건은 현재까지 미제로 남아 있다.

## 사건
1960년 6월 4일 토요일, 핀인 청소년 네 명이 에스포 시 외곽의 보돔 호로 야영을 가기로 했다. 마일라 이르멜리 비외르클룬드(Maila Irmeli Björklund)와 아냐 툴리키 매키(Anja Tuulikki Mäki)는 당시 나이 15세의 소녀들이었고, 그 남자친구들인 세포 안테로 보이스만(Seppo Antero Boisman)과 닐스 빌헬름 구스타프손(Nils Wilhelm Gustafsson)은 당시 나이 18세였다.
1960년 6월 5일 일요일 새벽, 동부 유럽 표준시 기준 오전 4시 정각에서 오전 6시 정각 사이에 매키와 비외르클룬드와 보이스만이 알 수 없는 사람 또는 사람들에게 칼침을 맞고 둔기로 두들겨 맞아 사망했다. 사건 현장의 유일한 생존자였던 구스타프손은 뇌진탕, 턱뼈 및 얼굴뼈 골절, 안면 타박상을 입었다. 구스타프손은 검고 밝은 붉은 눈이 자신들을 쫓아왔다고 진술했다.
오전 6시 정각경, 탐조를 하러 나온 다른 청소년들이 멀리서 야영 천막이 무너져 있고 금발의 남자가 그 현장에서 멀어져 가는 것을 목격했다. 피해자들의 시체는 오전 11시 정각 리스토 시렌(Risto Sirén)이라는 목수가 발견했다. 시체를 발견한 시렌은 경찰에 신고했고, 경찰은 정오경에 사건 현장에 도착했다.

## 수사

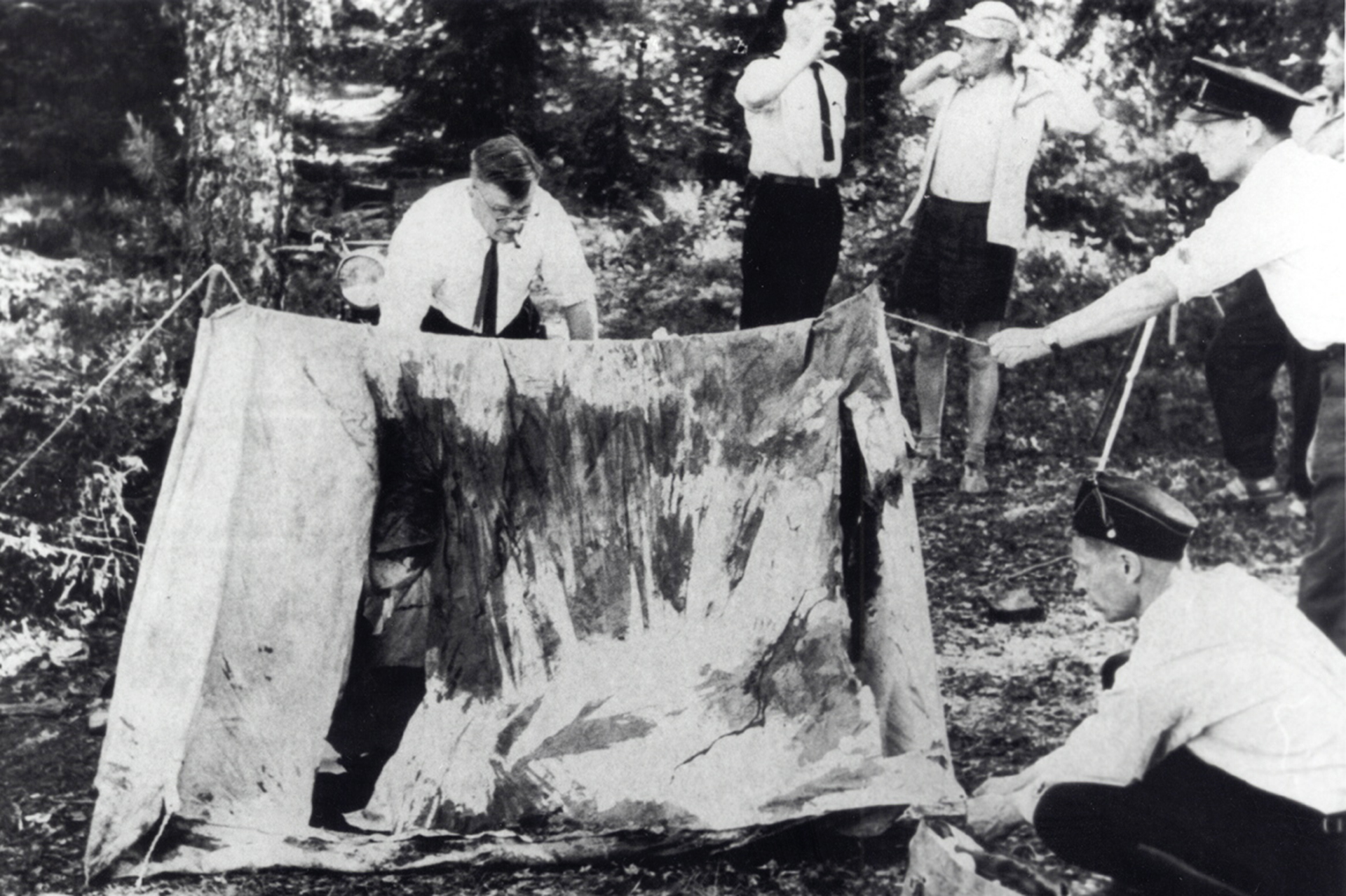
신고 직후의 초동수사 현장.

살인범은 천막 안으로 들어가서 피해자들을 공격한 것이 아니고, 천막 밖에서 천막 안의 피해자들을 칼로 찌르고 상세불명의 둔기로 두들겨 팬 것으로 보여졌다. 살인 흉기는 발견되지 않았다. 살인범이 이륜차 열쇠를 비롯한 피해자들의 물건 몇 개를 가져갔기 때문에 형사들은 수사에 혼선을 빚었다. 구스타프손의 신발도 살인 현장에서 약 500 미터 떨어진 곳에 숨겨져 있다가 발견되었다. 경찰은 현장을 봉쇄하지 않았고 사건 현장의 상세 사항을 기록하지도 않았다. 많은 수의 경찰관들과 구경꾼들이 뒤섞이면서 중요한 증거들이 뒤섞이거나 소실되었다. 이런 사태는 사라진 피해자의 소지품을 찾기 위해 경찰이 군부대에 도움을 요청하면서 악화일로로 치달았다. 그렇게 고생하며 찾아다닌 소지품들 중 일부는 그 뒤로도 영영 발견되지 않았다.
구스타프손의 여자친구였던 비외르클룬드는 하의가 탈의된 채 천막 위에 눕혀진 상태로 발견되었으며, 피해자들 중 가장 심한 부상을 입었다. 비외르클룬드는 죽은 뒤에도 여러 차례 칼침을 맞았다. 다른 두 피해자가 공격당한 정도는 그보다 훨씬 덜했다. 구스타프손 역시 천막 위에 눕혀진 채 발견되었었다.

## 용의자
보돔 호 살인사건에는 수많은 용의자들이 거론되었지만, 그 중 다음 두 사람이 특히 유명했다.
많은 지역 주민들은 오이타 출신의 야영장 가판대 관리인 카를 발데마르 귈스트룀(Karl Valdemar Gyllström)을 범인으로 의심했다. 귈스트룀은 야영객들에 대한 불만을 여러 차례 표출했던 것으로 알려졌다. 하지만 경찰은 귈스트룀을 사건과 연관지을 만한 물적 증거를 아무것도 찾지 못했다. 지역 주민들이 귈스트룀을 싫어했기에 그를 범인으로 몰았다는 추측도 있다. 귈스트룀은 1969년 보돔 호에서 익사했다.
한편, 보돔 호 호반에서 수 킬로미터 떨어진 곳에 살던 한스 아스만(Hans Assmann)이라는 자가 그보다 더 유력한 용의자로 공중에 오르내렸다. 많은 책들이 아스만을 보돔 호 살인사건을 비롯한 여러 살인사건의 진범이라고 지목한다. 하지만 아스만이 사건 당일 독일에 있었다는 증거가 확보되자 경찰은 일찌감치 아스만을 용의선상에서 배제시켰다.

## 구스타프손의 체포와 재판
살인사건이 발생하고 약 44년 뒤인 2004년 3월 말, 구스타프손이 체포되었다. 2005년, 핀란드 국립수사국은 새로운 법의학 기법에 따라 사건이 해결되었다고 선언했다. 국립수사국의 성명에 따르면, 구스타프손이 당일 술에 취했기에 천막 밖으로 내쫓겼고, 이에 보이스만과 싸움이 벌어졌다가 보이스만에게 맞아 턱이 부러졌으며, 그 싸움이 격화된 끝에 세 명을 살해하기에 이르렀다고 했다.
2005년 8월 4일부터 구스타프손에 대한 형사재판이 개시되었다. 구스타프손의 변호인은 이 살인은 한 명 이상의 외부인에 의해 저질러진 것이며, 구스타프손은 피해자들에게 발생한 부상을 모두 만들 능력이 없었음을 주장했다. 구스타프손은 사건 당일 맨발에 의식불명인 채 발견되었는데, 살인범이 구스타프손의 신발을 신고 약 500 야드 정도 이동하여 신발을 숨겼다는 것은 이미 잘 알려져 있었다. 검사측은 현대 DNA 분석 기술의 중요성을 강조하면서, 피해자 세 명의 혈흔은 구스타프손의 신발에서 검출되었지만 구스타프손의 혈액은 전혀 검출되지 않았음을 증거로 제시했다. 검사측은 이것에 대한 타당한 설명은 구스타프손이 피해자들을 찔러 죽인 뒤 신발을 벗고 스스로 자해했다는 것 뿐이라고 주장했다. 검사측은 당시 탐조를 하던 목격자 두 사람에게 그들이 당일 본 사람이 구스타프손이었다는 증언을 받아내어 근거를 더욱 강화했고, 구스타프손이 구금되어 있는 동안 범죄적 현저성을 나타냈다고 단언했다. 그러나 2005년 10월 7일 구스타프손은 모든 기소내용에 대해 무혐의 선고를 받고 석방되었다. 구스타프손은 핀란드 정부에게 위자료 44,900 유로를 받았지만, 그가 신문들을 허위사실 유포로 고소한 것은 기각되었다.

## 같이 보기
- 칠드런 오브 보돔